# 星のパイロット
『星のパイロット』（ほしのパイロット）は、笹本祐一による日本のSF小説シリーズ。刊行はソノラマ文庫（朝日ソノラマ）。イラストは鈴木雅久。
2巻となる『彗星狩り〜星のパイロット2』は1990年に第30回星雲賞日本長編部門を受賞している。
1997年から2000年にかけて全4巻にて刊行（ただし、2巻は上中下巻構成）された。その後2012年から2013年にかけて朝日ノベルズ（朝日新聞出版）より全3巻（2巻は上下巻構成、旧3巻と旧4巻は一冊に纏めて収録）で刊行された。
また、笹本自らが脚本を執筆したドラマCDがGAINAXより発売された。

## あらすじ
民間の航空宇宙会社が競い合い活躍し、大気圏外に手が届くようになった宇宙開拓時代。アメリカ西海岸の砂漠の真ん中にあるハードレイク空港のナンバー2会社「スペース・プランニング」に女性宇宙飛行士羽山美紀が降り立った。放送衛星のデリバリー・サービスと点検整備ミッションをこなすために小柄な体と大胆なひらめきで積み重なる問題を解決していくが、それから次々に襲い来る困難や同業他社との資源獲得競争、軍をも巻き込んだ大騒動へと関わっていくこととなる。

## 登場人物
担当声優はドラマCD版。
羽山 美紀（はやま みき）
声 - 宮村優子
日本人のSS資格を持った女性宇宙飛行士で、童顔だが成人している。初めて行く場所ではなめられないように酸素マスクに取り付けた変調器を使用して順番待ちやたらい回しを回避している。助っ人宇宙飛行士としてスペース・プランニングにやってきて以来社員の1人となり、パイロットとして様々な業績を残した。当初はまとめていなければ半径70センチに散らされる長髪であったが、彗星狩りの途中でショートヘアになり、その後再び元の長さまで伸ばした。性格は勝気で、怒りに身を任せて裁判中にたしなめられることもあるが、決断力が強くパニックに陥ることは少ない。情報戦をしている間は、できることがないのでチャンと共に待機している。下品なジョークを嫌う。自家用機にF/A-18ホーネットを持っている（後席があるとの表現があり、複座型のB/D型と思われる）が、武装はしておらず一度飛ぶだけで費用がかかるので、あまり使用していない。出身地に砂浜がある。
チャーリー・チャン
声-うえだゆうじ
スペース・プランニングのパイロット。髪を数本垂らしたオールバックと首元で1つにまとめた長髪。実家がロサンゼルスのニューチャイナタウンにある中華レストラン。管制官の数の埋め合わせのために、当番をしている時もある。気さくで思ったことははっきりと言う性格をしている。美紀とは同僚として同じ任務をこなすことが多く、約2ヵ月間の長期飛行や衛星破壊任務時など2人きりの時間も多く過ごしているため、お互い気楽に話し合える仲である。作中一度だけ美紀との関係を「アベック」と書かれたことがある。
ジェニファー・V・ブラウン
声-平野文
スペース・プランニングの女性社長。ブルネットのロングヘアーの美女。お嬢ちゃん、ジェニーとも呼ばれる。専門的なことには疎いが会社に大きな仕事を持ってくることが多く、ミッション中の最終的な判断を下す立場にある。カイロン物産の劉健は元夫で、会う度に一方的な口喧嘩をしている。ジュリアード音楽院を目指していたことがあり、レストランの中で歌うことも多い。愛車はシルバーのコブラ。
ガルビオ・ガルベス
声-大塚明夫
スペース・プランニングのアフリカ系黒人パイロット。愛称はイニシャルをとってGG。二つ名は飛ばし屋。もじゃもじゃとした白い髭を持ち、背が高く手足も長い。空軍のパイロットや山岳飛行士、密輸屋、亜軌道高速機のテストパイロットなど総飛行時間が3万時間を超える人物であり、多方面にコネを持っている。元中佐で、グーニイ・バードというコードネームを使用していた。経験の多さから美紀の訓練やアドバイスを担当することが多い。
マリオ・フェルナンデス
声-宮田始典
スペース・プランニングのオペレーター兼ミッションディレクター。社員ではなく、アルバイト。14歳から15歳くらいのプエルトリコ系の少年で、天才的なプランニング能力と情報技術を持つ。また、語学にも秀でており、日本語を話せる。車椅子を使用しているが、一人で行動することに不自由はない。つばを後ろに向けたキャップが特徴。記録的な低年齢でカリフォルニア工科大学に入学したことがあるが、卒業はしておらず、同級生のスウとはとある仕事から再び関わっていくこととなった。パイロットの安全を最優先に実現性の高い意見を次々に提案していくが、他人の突拍子もない意見に悩まされることも多く、ミッション中は寝不足に陥ることが多い。デスクには複数ディスプレイの他にヴァーチャルゴーグルとパワーグローブがあり、本人の趣味に合った内装の電脳空間を持つ。
ナニー・モレタニア
声-永田亮子
通称ミス・モレタニア。スペース・プランニングのオフィサーで、オフィスの整理や経営、連絡などを行う。お茶を淹れることが得意。眼鏡をかけた女性で、長い髪を後頭部でまとめている。ジェニファーの突飛な行動に悩まされることが多く、彗星狩りに参加することを知らされた時には嘆きのあまり脱力していた。曾々祖母の口癖に影響されて、銀行を信用していない。
ヴィクター
声-塩沢兼人
スペース・プランニングのチーフメカニックの中年。クラーク・ゲーブル風の髭とサングラスが特徴。女言葉で話し、紅い口紅とマニキュアをたしなむ。自身の仕事について妥協は許さず、時には宇宙に上がって仕事をするが、宇宙酔いに悩まされている。
デューク・ドレッドノート
スペース・プランニング最古参の宇宙飛行士で、ベテランパイロット。パイロットとしてはガルベスが年上だが、現役の宇宙飛行士としてはハードレイク全体の中で最年長。現場一筋の性格で、宇宙の長期滞在期間が多い。彗星狩り以降は、リンカーン記念病院に入院している。
ウォーレン
スペース・プランニングのサブメカニック。アスリート体系の三十男で、不愛想。
ガーニイ・ガーランド
声-乃村健次
ハードレイクにある会社のオービタルコマンドの総司令官。通称大佐。テンガロンハットと乗馬用ブーツが特徴。
スウ
本名スーザン・フェイ・チョム。パサディナにあるジェット推進研究所に研究室を持つ最年少ドクター。専攻は惑星間生物学。マリオからは電光スウと呼ばれており、会えば喧嘩する仲であったが、彗星狩り以来からかいながらも親睦を深めつつある。地上での情報戦の際マリオのバックアップに回ることが多く、自ら事件の元を持ってくることもある。
劉健（りゅうけん）
カイロン物産の要職に就いている人物で、ジェニファーの元夫。無精髭に人懐っこそうな顔、薄汚れた野戦服が特徴。ジェニファーからは死の商人と称されていたが、一族の先祖の意向により宇宙へと経営範囲を広げたことによって、スペース・プランニングに関わっていく。直属の部下に、瞑耀という男がいる。

## 既刊一覧
ソノラマ文庫版
- 星のパイロット
  1. 1997年3月発売、ISBN 4-257-76802-9

- 彗星狩り〜星のパイロット2（上・中・下）
  1. 1998年2月発売、ISBN 4-257-76832-0
  2. 1998年5月発売、ISBN 4-257-76842-8
  3. 1998年7月発売、ISBN 4-257-76848-7

- ハイ・フロンティア〜星のパイロット3
  1. 1999年4月発売、ISBN 4-257-76875-4

- ブルー・プラネット〜星のパイロット4
  1. 2000年10月発売、ISBN 4-257-76913-0

朝日ノベルズ版
- 星のパイロット
  1. 2012年7月20日発売、ISBN 978-4-02-273858-5

- 彗星狩り〜星のパイロット2（上・下）
  1. 2013年2月20日発売、ISBN 978-4-02-273859-2
  2. 2013年3月19日発売、ISBN 978-4-02-276001-2

- ハイ・フロンティア/ブルー・プラネット〜星のパイロット3
  1. 2013年7月19日発売、ISBN 978-4-02-276004-3

創元SF文庫版
- 星のパイロット
  1. 2021年10月29日発売、ISBN 978-4-488-74109-9

- 彗星狩り〜星のパイロット2（上・下）
  1. 2021年12月10日発売、ISBN 978-4-488-74110-5
  2. 2021年12月10日発売、ISBN 978-4-488-74111-2

- ハイ・フロンティア〜星のパイロット3
  1. 2022年2月18日発売、ISBN 978-4-488-74112-9

- ブルー・プラネット〜星のパイロット4
  1. 2022年5月20日発売、ISBN 978-4-488-74113-6